# Missões diplomáticas da Jordânia

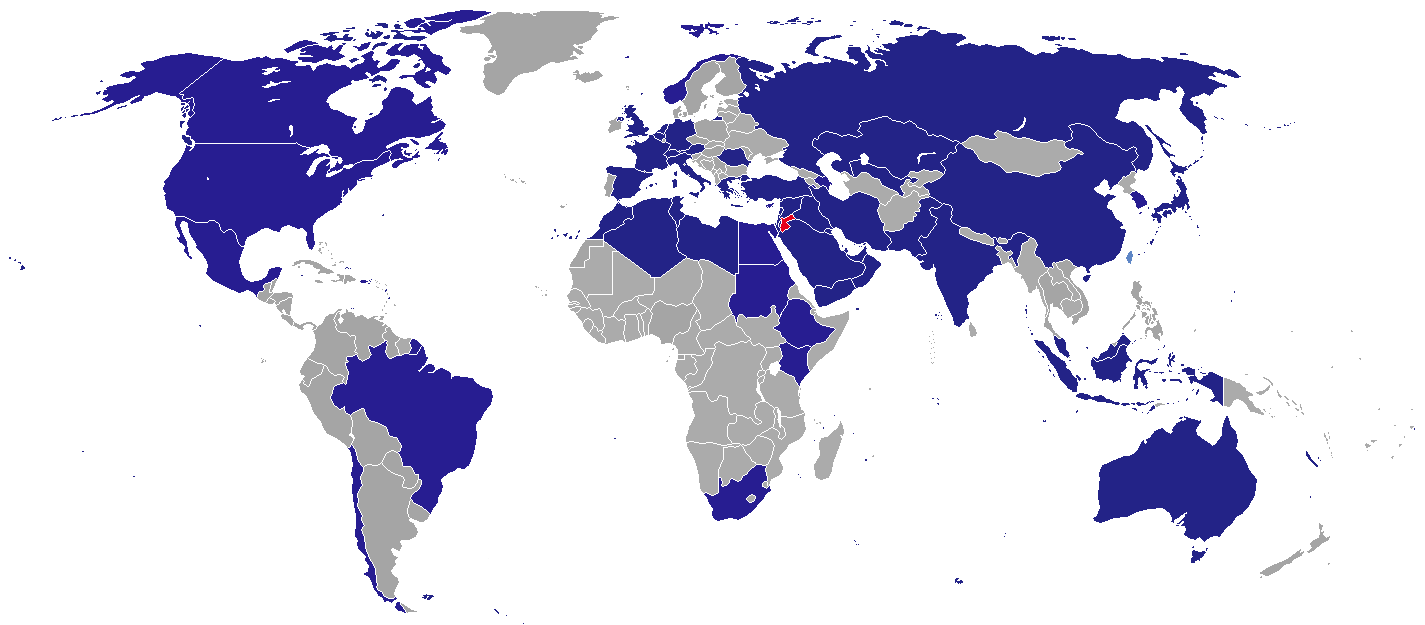
Missões diplomáticas da Jordânia

Abaixo se encontram as embaixadas e consulados da Jordânia:

## Europa

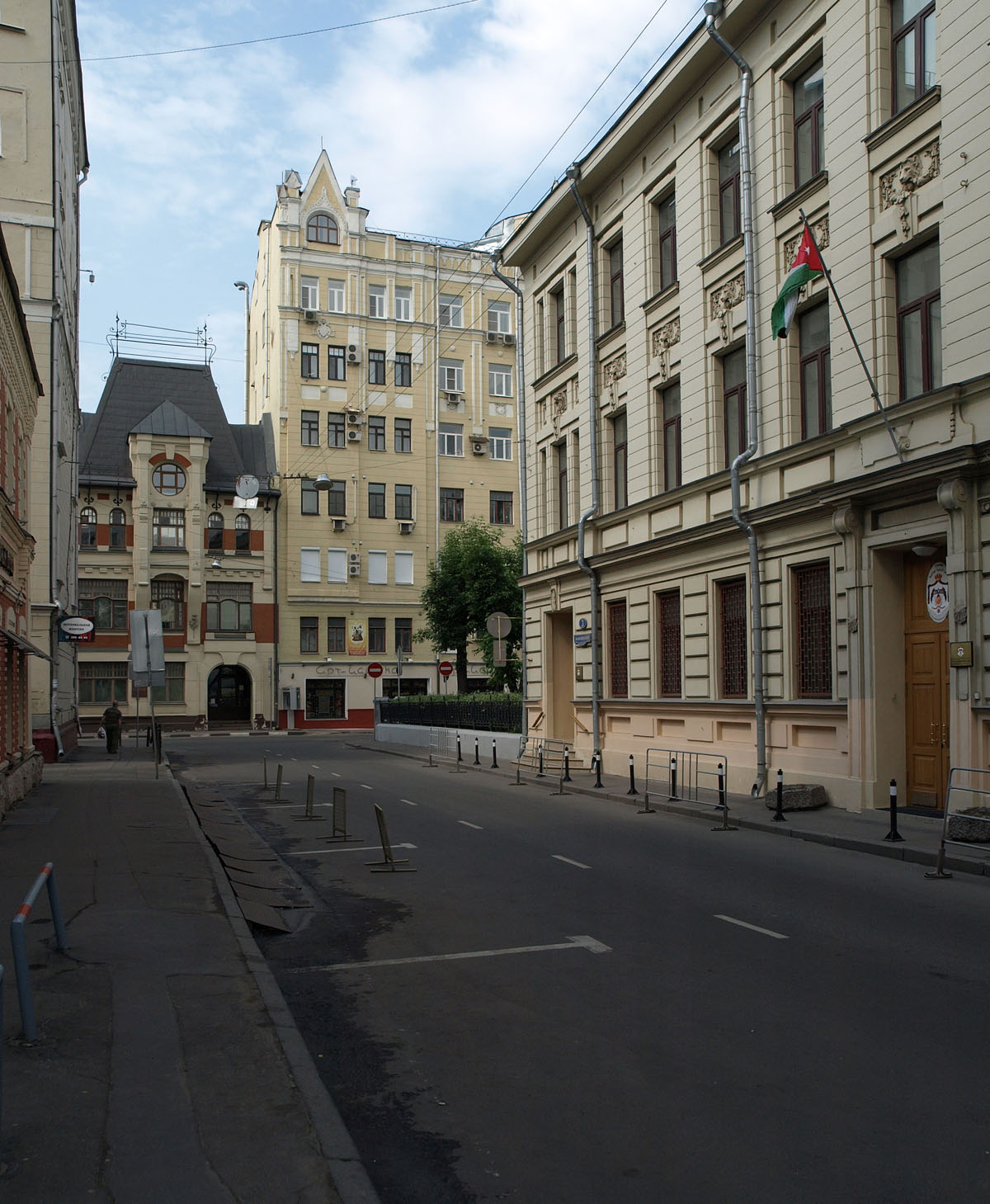
Embaixada da Jordânia em Moscou

- Alemanha
  - Berlim (Embaixada)
- Áustria
  - Viena (Embaixada)
- Azerbaijão
  - Bacu (Embaixada)
- Bélgica
  - Bruxelas (Embaixada)
- Espanha
  - Madri (Embaixada)
- França
  - Paris (Embaixada)
- Grécia
  - Atenas (Embaixada)
- Itália
  - Roma (Embaixada)
- Países Baixos
  - Haia (Embaixada)
- Portugal
  - Lisboa (Embaixada)
- Reino Unido
  - Londres (Embaixada)
- Roménia
  - Bucareste (Embaixada)
- Rússia
  - Moscou (Embaixada)
- Suíça 
  - Berna (Embaixada)

## América

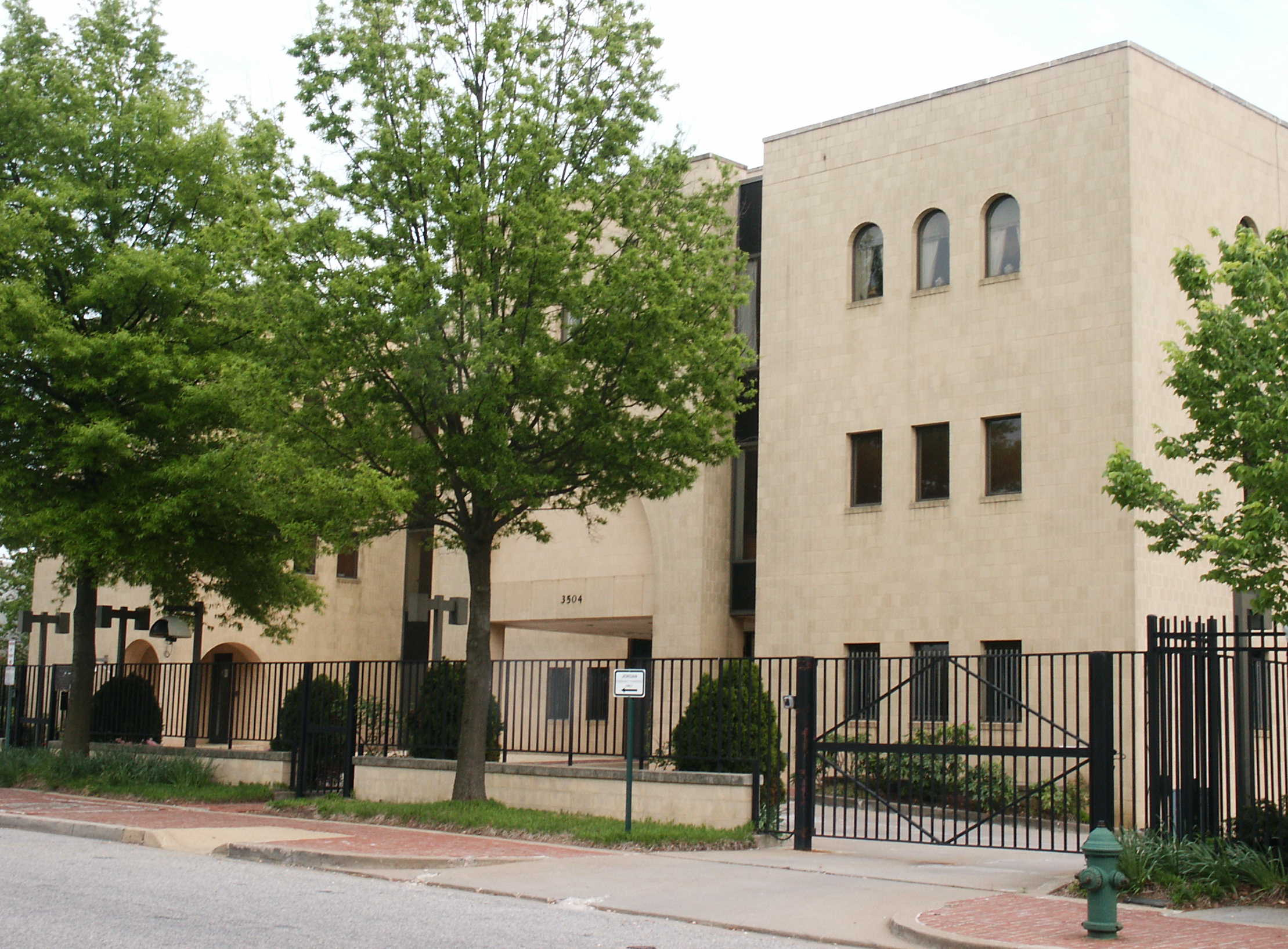
Embaixada da Jordânia em Washington, D.C

- Brasil
  - Brasília (Embaixada)
- Canadá
  - Otava (Embaixada)
- Chile
  - Santiago (Embaixada)
- Estados Unidos
  - Washington, D.C (Embaixada)

## Oriente Médio
- Arábia Saudita
  - Riade (Embaixada)
  - Jidá (Consulado-Geral)
- Bahrein
  - Manama (Embaixada)
- Emirados Árabes Unidos
  - Abu Dabi (Embaixada)
  - Dubai (Consulado)
- Irão
  - Teerã (Embaixada)
- Iraque
  - Bagdá (Embaixada)
- Israel
  - Telavive (Embaixada)
- Kuwait
  - Cuaite (Embaixada)
- Líbano
  - Beirute (Embaixada)
- Omã
  - Mascate (Embaixada)
- Catar
  - Doa (Embaixada)
- Síria
  - Damasco (Embaixada)
- Palestina
  - Gaza (Embaixada)
- Turquia
  - Ancara (Embaixada)
- Iêmen
  - Saná (Embaixada)

## África
- Argélia
  - Argel (Embaixada)
- Egito
  - Cairo (Embaixada)
- Líbia
  - Trípoli (Embaixada)
- Marrocos
  - Rabat (Embaixada)
- África do Sul
  - Pretória (Embaixada)
- Sudão
  - Cartum (Embaixada)
- Tunísia
  - Tunes (Embaixada)

## Asia

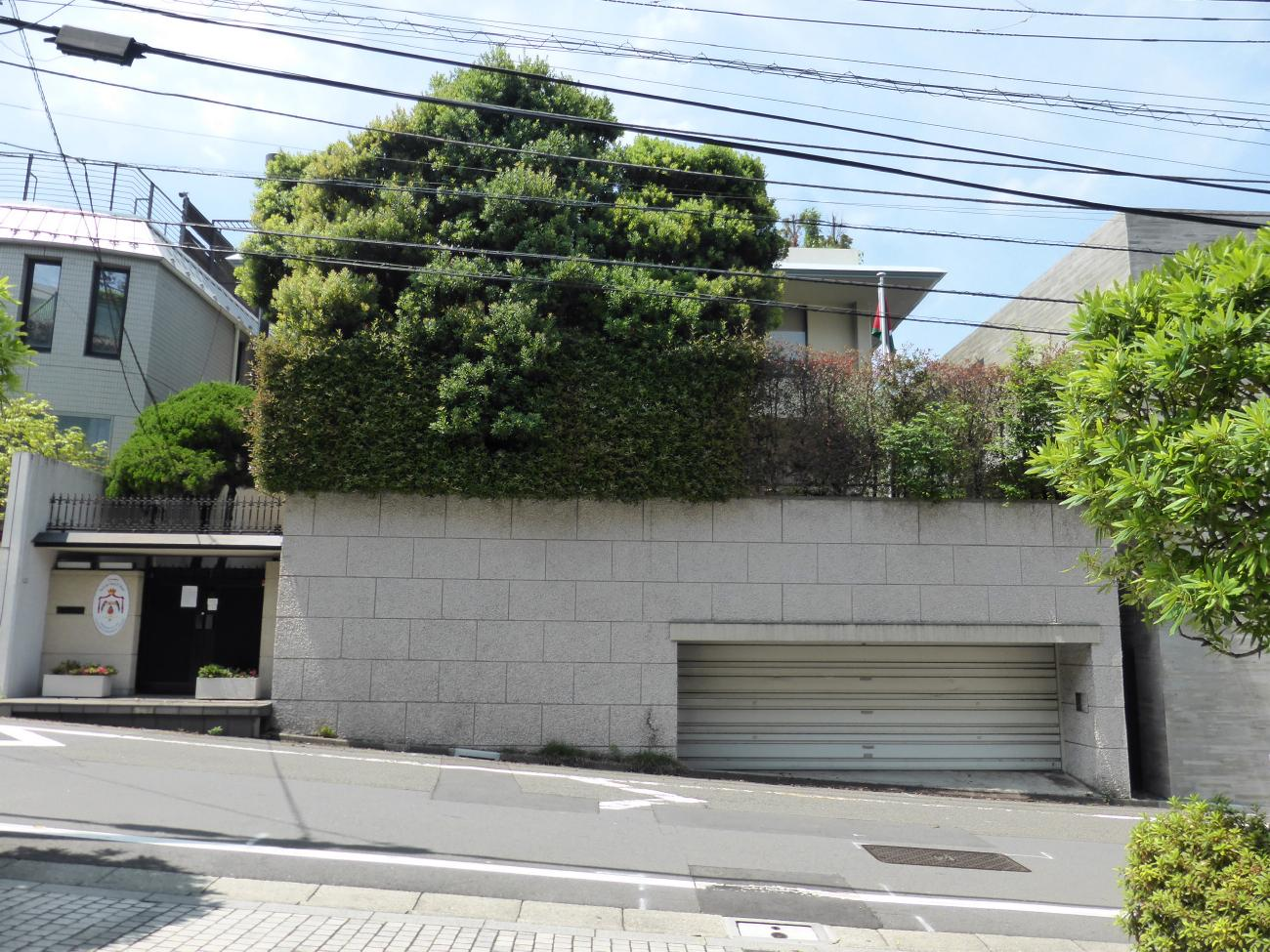
Embaixada da Jordânia em Tóquio

- China
  - Pequim (Embaixada)
- Índia
  - Nova Déli (Embaixada)
- Indonésia
  - Jacarta (Embaixada)
- Japão
  - Tóquio (Embaixada)
- Malásia
  - Kuala Lumpur (Embaixada)
- Paquistão
  - Islamabade (Embaixada)
- Taiwan
  - Taipei (Missão econômica)
- Uzbequistão
  - Tasquente (Embaixada)

## Oceania
- Austrália
  - Camberra (Embaixada)

## Organizações Multilaterais
- Bruxelas (Missão Permanente da Jordânia ante a União Europeia)
- Cairo (Missão Permanente da Jordânia ante a Liga Árabe)
- Genebra (Missão Permanente da Jordânia ante as Nações Unidas e outras organizações internacionais)
- Nova Iorque (Missão Permanente da Jordânia ante as Nações Unidas)
- Paris (Missão Permanente da Jordânia ante a Unesco)
- Roma (Missão Permanente da Jordânia ante a Organização das Nações Unidas para Agricultura e Alimentação)
- Viena (Missão Permanente da Jordânia ante as Nações Unidas)